# Лоу, Падди
Па́трик «Па́дди» Лоу (англ. Patrick “Paddy” Lowe FREng; род. 8 апреля 1962, Найроби) — один из самых опытных и востребованных гоночных инженеров в «Формуле-1». Он был техническим директором команды Макларен, исполнительным (техническим) директором команды Мерседес и главным техническим директором команды Уильямс.. Благодаря в том числе его деятельности в этих трёх командах, были одержаны многочисленные победы на этапах, и завоёван ряд чемпионских титулов.

## Образование
Лоу посещал школу Sevenoaks с 1976 по 1980 год и затем окончил колледж Сидни Сассекс Кембриджского университета в 1984 году по специальности инженер.

## Карьера в «Формуле-1»

### «Уильямс» (1987—1993)
В 1987 году Лоу устроился на работу в «Уильямс» на должность начальника отдела электроники. Он шесть лет проработал в Гров, в течение которых курировал разработку активной подвески, которая использовалась, чтобы помочь Найджелу Мэнселлу выиграть чемпионат мира 1992 года. Также участвовал в разработке полуавтоматической трансмиссии и противобуксовочной системы. Под его руководством этот сектор быстро стал одним из ключей к успеху команды, которая доминировала в «Формуле-1» в 1990-х годах, завоевав четыре чемпионских титула и пять кубков конструкторов.

### «Макларен» (1993—2013)
После успеха 1992 года с Найджелом Менселлом и Аленом Простом, Лоу покинул Гров, чтобы присоединиться к «Макларен» в 1993 году. В Уокинге он получает должность руководителя отдела исследований и разработок, в то время как FIA вводит запрет на любые системы помощи пилотам. Среди прочего, он разработал электронную систему управления торможением, электронную блокировку дифференциала и сдвоенную муфту рулевого колеса, которые уменьшают недостаточную поворачиваемость и скольжение на выходе из медленных поворотов.
В середине 1990-х возглавил отдел автомобильных технологий, в который в дальнейшем приходит Эдриан Ньюи, бывший коллега Лоу из «Уильямс». В 1996 году они оба начали разработку первого симулятора «Формулы-1», который позволил виртуально тестировать автомобили непосредственно на компьютере. Впоследствии это значительно повлияло на победы Мики Хаккинена в 1998 и 1999 годах. Был начальником отдела в течение восьми лет до 2001 года, когда был назначен главным инженером по разработке систем, должность, ориентированную на гоночную программу для McLaren МР4-20. В 2003 году Лоу стал системным менеджером. В мае 2005 года взял на себя роль директора по проектированию, на которую была возложена ответственность за все инженерные отделы. В январе 2011 года Лоу стал техническим директором команды, сменив Ньюи на этом посту. В феврале 2013 года, за несколько дней до начала сезона «Формулы-1», Падди Лоу объявил о своём уходе из «Макларена» через 6 месяцев.

### «Мерседес» (2013—2017)
Лоу перешёл в команду «Мерседес» в качестве исполнительного директора 3 июня 2013 года. С 2014 по 2016 годы команда выиграла три чемпионата мира (два титула Льюиса Хэмилтона и один — Нико Росберга) и столько же кубков конструкторов.
В 2015 году был избран членом Королевской инженерной академии наук Великобритании. Со своим старшим братом, профессором Майклом Лоу, являются первыми братьями, которые были избраны членами академии.
10 января 2017 года «Мерседес» объявил, что Лоу покинул команду и был отправлен в «командировку в сад».

### «Уильямс» (2017-2019)
Лоу вернулся в «Уильямс» в качестве главного технического директора 16 марта 2017 года. Он заменил на этом посту Пэта Симондса, который покинул команду в конце 2016 года. Наряду с технической должностью, Лоу стал также акционером команды. Падди Лоу пришел в Williams «спасителем» команды с перспективой после ухода от дел сэра Фрэнка Уильямса возглавить коллектив, но всё пошло не так. Команда закончила сезон 2018 на последнем месте в Кубке конструкторов, а в 2019-м не успела подготовить машину к началу зимних тестов из-за конструкторских ошибок – и Падди 6 марта 2019 года заявил, что уходит в отпуск. 25 июня 2019 года, Лоу объявил о том, что ушел из команды «Уильямс» и с поста технического директора, и с поста совета директоров.

## Чемпионы мира «Формулы-1»
На болидах, построенных при участии Падди Лоу было выиграно 7 чемпионских титулов в чемпионатах мира «Формулы-1»:
- 1992: Найджел Мэнселл, Williams FW14
- 1998: Мика Хаккинен, McLaren MP4/13
- 1999: Мика Хаккинен, McLaren MP4/14
- 2008: Льюис Хэмилтон, McLaren MP4-23
- 2014: Льюис Хэмилтон, Mercedes F1 W05 Hybrid
- 2015: Льюис Хэмилтон, Mercedes AMG F1 W06 Hybrid
- 2016: Нико Росберг, Mercedes F1 W07 Hybrid

## Семья
Лоу женился на Анне Даньшиной, киноактрисе и бывшем президенте Русского клуба Оксфордского университета. У него есть двое детей от предыдущих отношений: Ной и Финти.